# Sezione ritmica

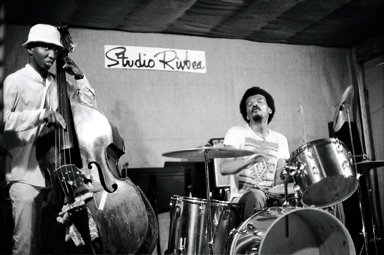
Sezione ritmica di un gruppo jazz

Una sezione ritmica, nel linguaggio della musica moderna, indica la sezione di un gruppo musicale che esegue le parti di accompagnamento (sia ritmico che melodico).
Gli strumenti più tipici che compongono una sezione ritmica variano a seconda dei generi e del tipo di gruppo musicale, i più tipici sono la batteria e il contrabbasso o il basso elettrico, a cui si possono aggiungere tastiere e chitarra ritmica.